# Johann Norbert Hinsberg
Johann Norbert Hinsberg (18 septembre 1875 - après 1918) est un homme politique d'Alsace-Lorraine. Il fut député allemand au Landtag d'Alsace-Lorraine de 1911 à 1918.

## Biographie
Johann Norbert Hinsberg voit le jour le 18 septembre 1875, à Düren en province de Rhénanie. Il s'installe à Lixheim, près de Sarrebourg en Lorraine, où il exerce la médecine. Conseiller municipal en 1902, Hinsberg est ensuite élu Bürgermeister, soit maire de Sarrebourg, une ville de garnison animée d'Alsace-Lorraine.
Hinsberg s'intéresse bientôt à la politique locale. Dans le paysage politique du Reichsland, on assiste à l’implantation progressive des partis politiques de type allemand, corrélativement à l’émergence d’une politique régionale propre à la Lorraine et à ses enjeux. Ces nouveaux enjeux le poussent, en 1911, à se présenter aux élections du Landtag d'Alsace-Lorraine, l'assemblée législative d'Alsace-Lorraine.
Johann Norbert Hinsberg est élu député, siégeant avec l’étiquette Zentrum. Opposé aux socialistes du SPD, il défend au Landtag une politique modérée.
Johann Norbert Hinsberg décéda après 1918.

## Mandats électifs
- Octobre 1911 - novembre 1918 : Circonscription de Saarburg-Lörchingen - Zentrum

## Sources
- François Roth, La Lorraine annexée, éd. Serpenoise, 2007.
- François Roth, La vie politique en Lorraine au 20e siècle, Presses universitaires de France, 1985.
- « Regierung und Landtag von Elsaß-Lothringen 1911–1916 », Biographisch-statistisches Handbuch, Mühlhausen, 1911, (p. 220).